# Wahlbezirk Tirol 4
Der Wahlbezirk Tirol 4 war ein Wahlkreis für die Wahlen zum Abgeordnetenhaus im österreichischen Kronland Tirol. Der Wahlbezirk wurde 1907 mit der Einführung der Reichsratswahlordnung geschaffen und bestand bis zum Zusammenbruch der Habsburgermonarchie.

## Geschichte
Nachdem der Reichsrat im Herbst 1906 das allgemeine, gleiche, geheime und direkte Männerwahlrecht beschlossen hatte, wurde mit 26. Jänner 1907 die große Wahlrechtsreform durch Sanktionierung von Kaiser Franz Joseph I. gültig. Mit der neuen Reichsratswahlordnung schuf man insgesamt 516 Wahlbezirke, wobei mit Ausnahme Galiziens in jedem Wahlbezirk ein Abgeordneter im Zuge der Reichsratswahl gewählt wurde. Der Abgeordnete musst sich dabei im ersten Wahlgang oder in einer Stichwahl mit absoluter Mehrheit durchsetzen. Der Wahlkreis Tirol 4 umfasste die Städte, Märkte und Gemeinden Lienz, Ampezzo, Bruneck, Brixen, Klausen, Innichen, Welsberg, Niederdorf, Toblach, Gossensaß, Sterzing, Gries, Zwölfmalgreien und Obermais.
Aus der Reichsratswahl 1907 ging Atanas von Guggenberg (Christlichsoziale Partei), der Kompromisskandidat der Christlichsozialen und der Konservativen, bereits im ersten Wahlgang als Sieger hervor. Guggenberg konnte sein Mandat bei der Reichsratswahl 1911 erfolgreich verteidigen, konnte sich diesmal jedoch erst in der Stichwahl mit rund 30 Stimmen Vorsprung gegen den Deutschfreiheitlichen Kandidaten Josef Rohracher durchsetzen. Die sozialdemokratischen Kandidaten spielten im Wahlkreis Tirol 4 eine untergeordnete Rolle und konnten lediglich in den Städten Lienz und Zwölfmalgreien Achtungserfolge erzielen. Die Konservativen konnte bei ihrer Kandidatur 1911 hingegen lediglich im Eisacktal sowie in Vororten von Bozen und Meran größere Stimmenzahlen erreichen.

## Wahlen

### Reichsratswahl 1907
Die Reichsratswahl 1907 wurde am 14. Mai 1907 (erster Wahlgang) durchgeführt. Eine Stichwahl entfiel auf Grund der absoluten Mehrheit von Atanas Guggenberg im ersten Wahlgang.
| Kandidat                                                                    | Partei                                                        | Wahlkreis- stimmen | Stimmen- anteil |
| --------------------------------------------------------------------------- | ------------------------------------------------------------- | ------------------ | --------------- |
| Atanas von Guggenberg                                                       | Christlichsoziale Partei (Kompromisskandidat CS/Konservative) | 3473               | 54,2 %          |
| Karl Grabmayr                                                               | Deutschfreiheitliche Partei                                   | 1822               | 28,4 %          |
| Wilhelm Scheibein                                                           | Sozialdemokratische Arbeiterpartei                            | 1067               | 16,6 %          |
| Sonstige                                                                    |                                                               | 48                 | 0,7 %           |
| Wahlberechtigte: 7491, Ungültige/Leere Stimmen: 56, Wahlbeteiligung: 86,3 % |                                                               |                    |                 |

#### Ergebnisse nach Wahlort
| Wahlort        | Guggenberg | Scheibein | Grabmayr | Sonstige |
| -------------- | ---------- | --------- | -------- | -------- |
| Ampezzo        | 59,7 %     | 0,0 %     | 40,3 %   | 0,0 %    |
| Brixen         | 70,6 %     | 2,9 %     | 26,0 %   | 0,5 %    |
| Bruneck        | 60,5 %     | 11,4 %    | 27,6 %   | 0,5 %    |
| Gossensaß      | 52,2 %     | 13,0 %    | 34,8 %   | 0,0 %    |
| Gries          | 64,5 %     | 5,3 %     | 29,7 %   | 0,6 %    |
| Innichen       | 78,4 %     | 2,8 %     | 18,8 %   | 0,0 %    |
| Klausen        | 27,8 %     | 4,1 %     | 68,0 %   | 0,0 %    |
| Lienz          | 26,2 %     | 54,1 %    | 19,7 %   | 0,0 %    |
| Niederdorf     | 63,6 %     | 0,8 %     | 34,8 %   | 0,8 %    |
| Obermais       | 14,0 %     | 10,2 %    | 73,7 %   | 2,2 %    |
| Sterzing       | 75,3 %     | 3,5 %     | 19,2 %   | 2,1 %    |
| Toblach        | 85,7 %     | 0,9 %     | 13,4 %   | 0,0 %    |
| Welsberg       | 82,2 %     | 7,0 %     | 10,2 %   | 0,6 %    |
| Zwölfmalgreien | 47,0 %     | 34,0 %    | 17,3 %   | 1,7 %    |

### Reichsratswahl 1911
Die Reichsratswahl 1911 wurde am 13. Juni 1911 sowie am 20. Juni 1911 (Stichwahl) durchgeführt.

#### Erster Wahlgang

##### Gesamtergebnis
| Kandidat                                                                     | Partei                             | Wahlkreis- stimmen | Stimmen- anteil |
| ---------------------------------------------------------------------------- | ---------------------------------- | ------------------ | --------------- |
| Atanas von Guggenberg                                                        | Christlichsoziale Partei           | 2445               | 36,6 %          |
| Josef Rohracher                                                              | Deutschfreiheitliche Partei        | 1628               | 24,4 %          |
| Graf Harig                                                                   | Konservative                       | 1314               | 19,7 %          |
| Johann Pitacco                                                               | Sozialdemokratische Arbeiterpartei | 1211               | 18,1 %          |
| Sonstige                                                                     |                                    | 76                 | 1,1 %           |
| Wahlberechtigte: 9456, Ungültige/Leere Stimmen: 103, Wahlbeteiligung: 71,6 % |                                    |                    |                 |

##### Ergebnis nach Wahlort
| Wahlort        | Guggenberg | Harig  | Rohracher | Pitacco | Sonstige |
| -------------- | ---------- | ------ | --------- | ------- | -------- |
| Ampezzo        | 74,7 %     | 0,8 %  | 9,3 %     | 13,4 %  | 1,9 %    |
| Brixen         | 44,8 %     | 37,3 % | 14,7 %    | 2,7 %   | 0,5 %    |
| Bruneck        | 47,7 %     | 2,7 %  | 39,0 %    | 9,8 %   | 0,8 %    |
| Gossensaß      | 37,3 %     | 1,0 %  | 42,2 %    | 16,7 %  | 2,9 %    |
| Gries          | 21,5 %     | 60,5 % | 12,0 %    | 5,8 %   | 0,1 %    |
| Innichen       | 80,7 %     | 1,4 %  | 16,5 %    | 0,9 %   | 0,5 %    |
| Klausen        | 39,8 %     | 38,7 % | 21,5 %    | 0,0 %   | 0,0 %    |
| Lienz          | 25,8 %     | 1,9 %  | 30,5 %    | 41,7 %  | 0,2 %    |
| Niederdorf     | 50,0 %     | 0,0 %  | 49,1 %    | 0,0 %   | 0,9 %    |
| Obermais       | 9,2 %      | 27,9 % | 49,1 %    | 10,2 %  | 3,5 %    |
| Sterzing       | 56,3 %     | 8,0 %  | 27,2 %    | 3,1 %   | 5,4 %    |
| Toblach        | 70,7 %     | 2,6 %  | 25,3 %    | 1,4 %   | 0,0 %    |
| Welsberg       | 93,0 %     | 1,3 %  | 4,5 %     | 0,0 %   | 1,3 %    |
| Zwölfmalgreien | 17,7 %     | 18,3 % | 24,3 %    | 38,0 %  | 1,7 %    |

#### Stichwahl

##### Gesamtergebnis
| Kandidat                                                                    | Partei                      | Wahlkreis- stimmen | Stimmen- anteil |
| --------------------------------------------------------------------------- | --------------------------- | ------------------ | --------------- |
| Atanas Guggenberg                                                           | Christlichsoziale Partei    | 3346               | 51,2 %          |
| Josef Rohracher                                                             | Deutschfreiheitliche Partei | 3313               | 49,8 %          |
| Wahlberechtigte: 9456, Ungültige/Leere Stimmen: 45, Wahlbeteiligung: 70,9 % |                             |                    |                 |

##### Ergebnis nach Wahlort
| Wahlort        | Guggenberg | Rohracher |
| -------------- | ---------- | --------- |
| Ampezzo        | 73,1 %     | 26,9 %    |
| Brixen         | 59,2 %     | 40,8 %    |
| Bruneck        | 46,7 %     | 53,3 %    |
| Gossensaß      | 38,7 %     | 61,3 %    |
| Gries          | 72,6 %     | 27,4 %    |
| Innichen       | 71,0 %     | 29,0 %    |
| Klausen        | 67,0 %     | 33,0 %    |
| Lienz          | 23,8 %     | 76,2 %    |
| Niederdorf     | 51,9 %     | 48,1 %    |
| Obermais       | 34,4 %     | 65,6 %    |
| Sterzing       | 64,3 %     | 35,7 %    |
| Toblach        | 70,5 %     | 29,5 %    |
| Welsberg       | 94,4 %     | 5,6 %     |
| Zwölfmalgreien | 33,8 %     | 66,2 %    |